# 卫武家族墓
卫武家族墓，位于北京市朝阳区奥林匹克森林公园南园内。2013年1月，朝阳区文化委员会为“卫武家族墓”立有“北京市朝阳区普查登记文物”牌。

## 简介
卫武家族墓位于奥林匹克森林公园南园西南部，其西侧是龙王庙，南侧为科荟路，北为海望家族墓。2010年，被列为全国第三次文物普查登记项目。
卫武，乌雅氏，满洲正黄旗人。卫武是康熙帝孝恭仁皇后的父亲，雍正帝的外祖父，原来担任护军参领。卫武的祖父额柏根（碑文写作额白根），世代居住在哈达地方，国初来归。卫武的父亲额参，起初担任膳房总领，后来历升为内大臣，获清太宗嘉许，授男爵，后来征山东省济南府临清州及山西省大同府等处，多次立下战功，加一等都尉，出任佐领，后来因事遭到削职。清朝雍正元年（1723年），额柏根、额参、卫武被追封为一等公，世袭罔替。卫武的儿子博启（又作“白启”）承袭一等公爵位。
卫武家族墓现存三通石碑，以及两座墓表，均立于清朝雍正六年（1728年）。三通石碑自东向西依次是：外祖卫武祖父母碑、外祖卫武父母碑、外祖卫武外祖母塞和里氏碑。两座墓表立在外祖卫武外祖母塞和里氏碑以南的科荟路隔离带中。
三通石碑都是螭首龟趺，规格完全相同，碑身厚0.58米，宽1.21米，碑额有汉文篆书“敕建”，以及满文。碑身阳面有碑文，都是满文与汉文合璧，为雍正帝撰写，如今已有漫漶，碑身阴面无字。龟趺头高1.30米，长3.18米，宽1.58米。龟趺上端和碑身的连接之处刻有麒麟回首。